# Ziethen (Barnim)
Ziethen ist eine Gemeinde am nordöstlichen Rand des Landkreises Barnim, an der Grenze zur Uckermark. Sie wird vom Amt Joachimsthal (Schorfheide) verwaltet.

## Gemeindegliederung
Ziethen besteht aus den Ortsteilen Groß-Ziethen und Klein Ziethen sowie den Wohnplätzen Albrechtshöhe, Försterei Groß-Ziethen, Luisenfelde, Sperlingsherberge und Töpferberge.

## Geschichte
Groß-Ziethen und Klein Ziethen gehörten seit 1817 zum Kreis Angermünde in der Provinz Brandenburg und ab 1952 zum Kreis Eberswalde im DDR-Bezirk Frankfurt (Oder). Seit 1993 liegen beide Orte im brandenburgischen Landkreis Barnim.
Die Gemeinde Ziethen wurde am 1. Februar 2002 aus den benachbarten Dörfern Groß-Ziethen und Klein Ziethen gebildet.
In Groß Ziethen und Klein Ziethen fanden französische Glaubensflüchtlinge, sogenannte Refugiés oder Hugenotten, eine neue Heimat in Brandenburg. 1686 wurden die ersten 16 Flüchtlingsfamilien (aus dem Hennegau im heutigen Belgien) in Klein Ziethen angesiedelt. Der Ort muss zu damaliger Zeit bereits existiert haben, war jedoch weitgehend verödet. In beiden Dörfern entstanden nach und nach Kolonistengemeinden mit je einer Kirche und einem Prediger, Schule und Lehrer.
Die Zugewanderten brachten aus Frankreich feine Obst- und Gemüsesorten mit und führten in der Uckermark den Tabakanbau ein. Vor allem letzterer war ein wesentlich einträglicheres Geschäft als der Getreideanbau der einheimischen Bevölkerung. Ihr dadurch möglicher wirtschaftlicher Aufstieg und ihre Privilegien wurden von den Einheimischen mit großem Misstrauen betrachtet. Die Amtmänner der umgebenden Gemeinden versuchten, die Privilegien der Hugenottenfamilien zu beschneiden. Dagegen konnten sich die Ziethener jedoch erfolgreich wehren.
Die Kirchengemeinden von Groß-Ziethen und Klein Ziethen gehören bis heute zum Französisch-reformierten Kirchenkreis der Evangelischen Kirche in Berlin-Brandenburg-schlesische Oberlausitz.

## Bevölkerungsentwicklung
| Jahr | Groß-Ziethen | Klein Ziethen |      | Jahr | Ziethen |
| ---- | ------------ | ------------- | ---- | ---- | ------- |
| 1875 | 623          | 439           | 2002 | 491  |         |
| 1910 | 687          | 365           | 2005 | 483  |         |
| 1939 | 565          | 362           | 2010 | 459  |         |
| 1946 | 711          | 517           | 2015 | 449  |         |
| 1950 | 699          | 493           | 2020 | 446  |         |
| 1971 | 466          | 341           | 2021 | 456  |         |
| 1990 | 283          | 210           | 2022 | 457  |         |
| 1995 | 271          | 222           | 2023 | 452  |         |
| 2000 | 278          | 211           | 2024 | 436  |         |
| 2001 | 283          | 202           |      |      |         |

Gebietsstand des jeweiligen Jahres, Einwohnerzahl: Stand 31. Dezember (ab 1991). Ab 2011 auf Basis des Zensus 2011. Ab 2022 auf Basis des Zensus 2022

## Politik

### Gemeindevertretung
Die Gemeindevertretung von Ziethen besteht aus sieben Gemeindevertretern und dem ehrenamtlichen Bürgermeister. Die Kommunalwahl am 9. Juni 2024 führte zu folgendem Ergebnis:
| Wählergruppe                        | Sitze 2019 |  | Sitze 2024 | Stimmenanteil 2024 |
| ----------------------------------- | ---------- |  | ---------- | ------------------ |
| Wählergemeinschaft Klein-Ziethen    | —          |  | 2          | 23,9 %             |
| Einzelbewerber Matthias Stein       | 1          |  | 1          | 22,3 %             |
| Einzelbewerber Hans-Jürgen Wölk     | 1          |  | 1          | 19,6 %             |
| Einzelbewerber Reiner Gust          | —          |  | 1          | 18,3 %             |
| Einzelbewerberin Nadine Wüstner     | —          |  | 1          | 08,1 %             |
| Einzelbewerberin Dagmar Rouvel      | 1          |  | 1          | 07,8 %             |
| Einzelbewerberin Kerstin Paal       | 1          |  | —          | —                  |
| Wählergruppe Feuerwehr Groß Ziethen | 1          |  | —          | —                  |
| Einzelbewerber Peter Kranz          | 1          |  | —          | —                  |

### Bürgermeister
- seit 2003: Michael Dupont[9]

Dupont wurde in der Bürgermeisterwahl am 26. Mai 2019 ohne Gegenkandidat mit 70,5 % der gültigen Stimmen für eine weitere Amtszeit von fünf Jahren gewählt.

Er wurde in der Bürgermeisterwahl am 9. Juni 2024 ohne Gegenkandidat mit 71,4 % der gültigen Stimmen für eine weitere Amtszeit von fünf Jahren wiedergewählt.

## Sehenswürdigkeiten
In der Liste der Baudenkmale in Ziethen und in der Liste der Bodendenkmale in Ziethen stehen die in der Denkmalliste des Landes Brandenburgs eingetragenen Kulturdenkmale.
- In Groß-Ziethen befindet sich das Besucher- und Informationszentrum Geopark und in der Nähe das Naturschutzgebiet Grumsiner Forst/Redernswalde. Es ist Teil des UNESCO-Weltnaturerbes Buchenurwälder und Alte Buchenwälder der Karpaten und anderer Regionen Europas.
- Die Dorfkirche Groß-Ziethen ist eine Feldsteinkirche aus dem 13. Jahrhundert. Im Innern steht unter anderem ein spätklassizistischer Kanzelaltar
- Die Dorfkirche Klein Ziethen ist eine verputzte Saalkirche, die im 13. Jahrhundert aus Baumaterial entstand und 1880 um einen quadratischen Westturm aus Backstein ergänzt wurde. Im Innenraum steht unter anderem eine polygonale Kanzel aus der ersten Hälfte des 17. Jahrhunderts.

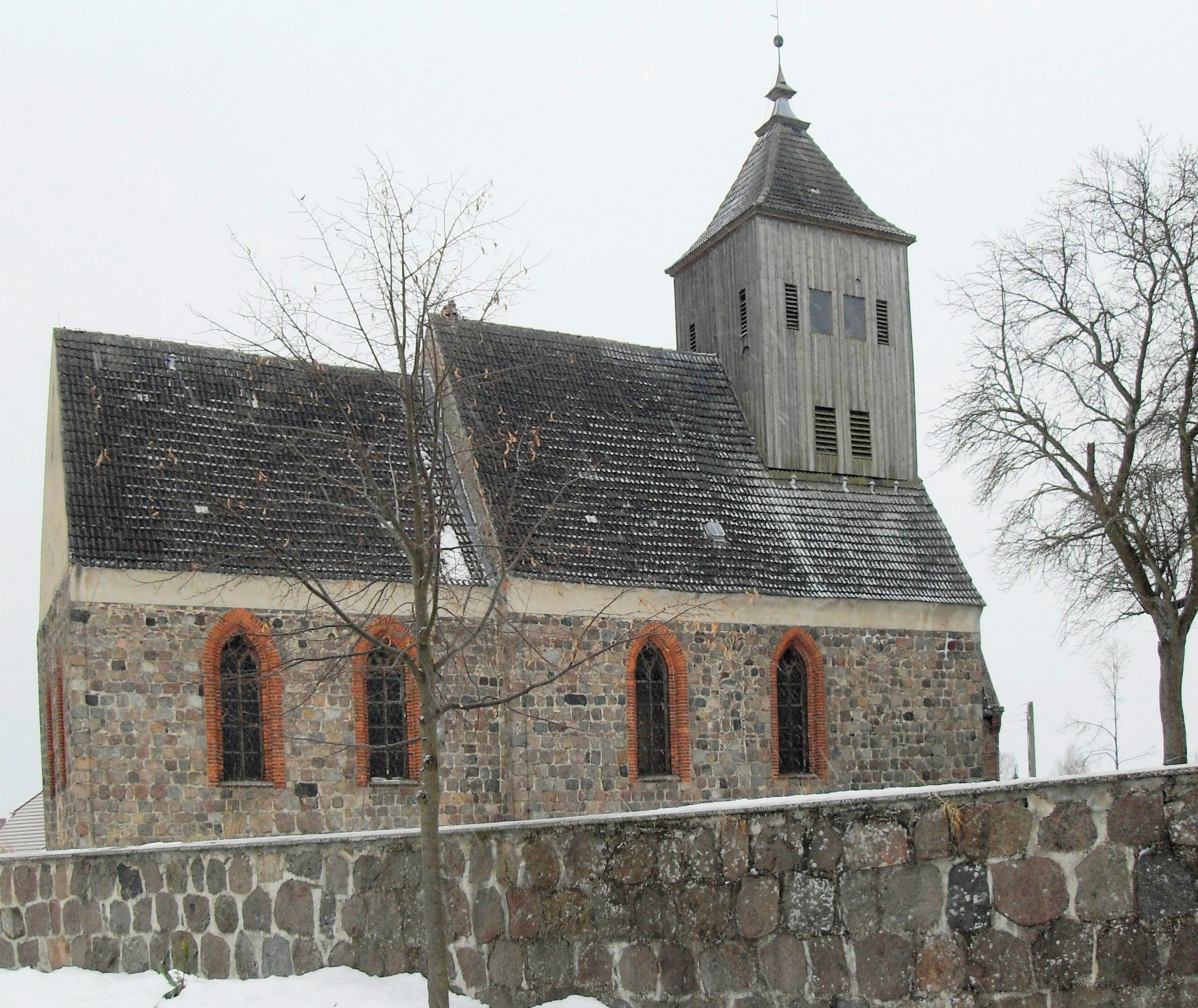
Kirche Groß-Ziethen
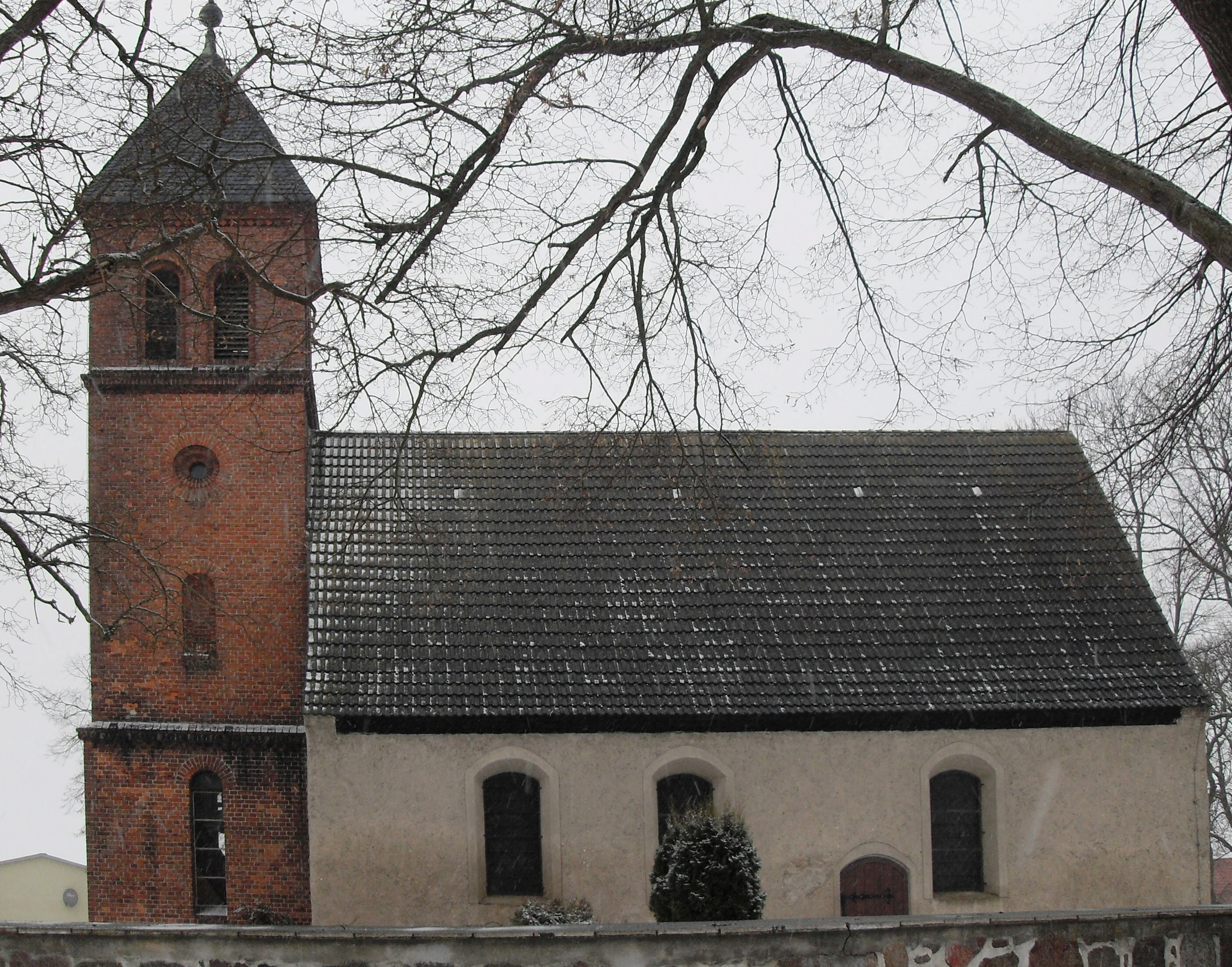
Kirche Klein Ziethen
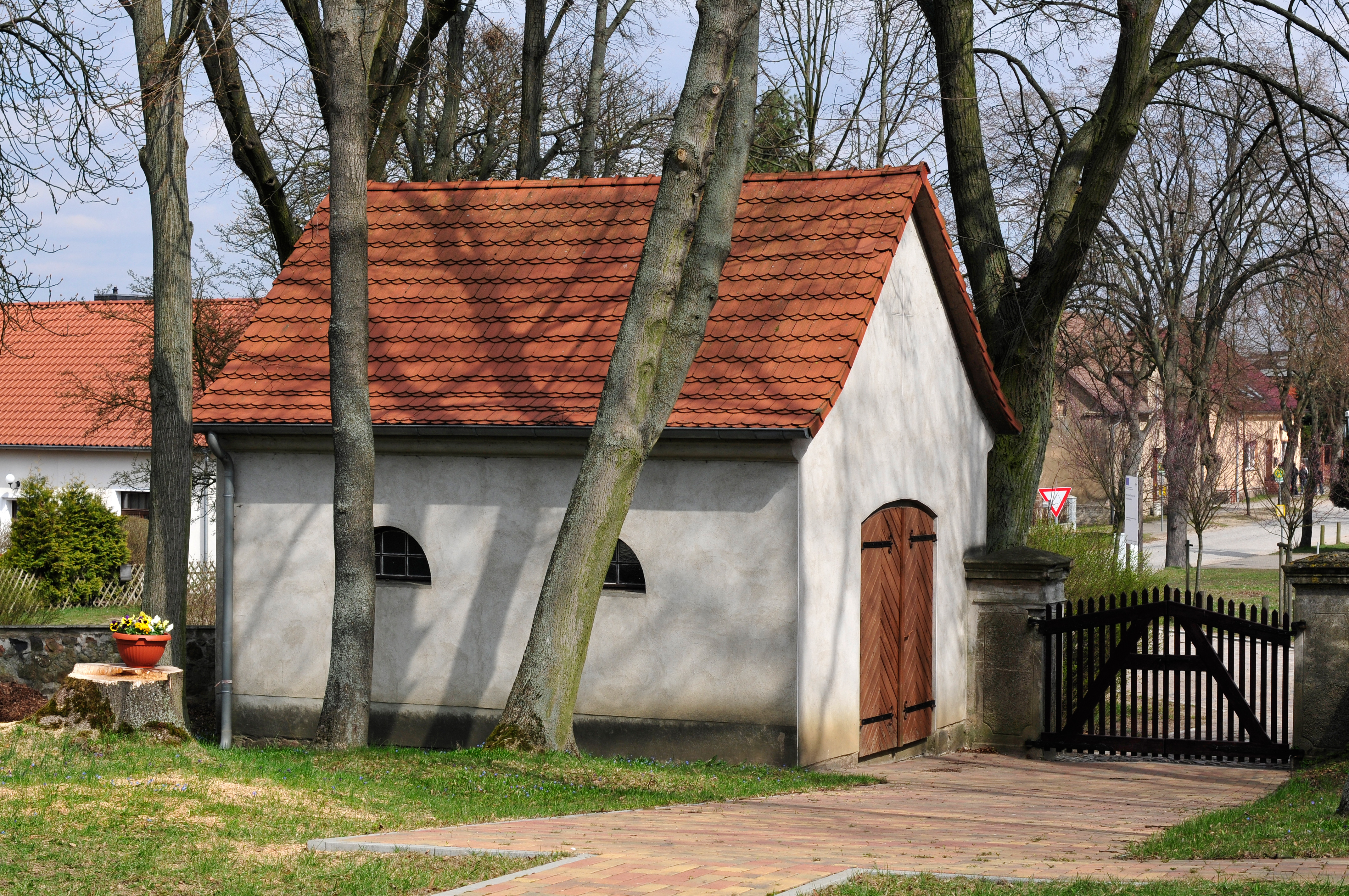
Kapelle auf dem Friedhof Klein Ziethen

## Verkehr
Ziethen liegt an der Bundesstraße 198. Westlich erreicht man auf ihr in 6 bis 9 Kilometer Entfernung die Anschlussstelle Joachimsthal an der Autobahn A 11 Berlin–Stettin, östlich in etwa gleicher Entfernung die Stadt Angermünde.
In Angermünde befindet sich der nächstgelegene Bahnhof mit Verbindungen nach Berlin und Stettin, Stralsund und Schwedt.